# Ulcera di Cushing
L'ulcera di Cushing è un'ulcera gastrica causata da un'elevata pressione intracranica. È chiamata anche sindrome di Rokitansky-Cushing. Oltre allo stomaco, l'ulcera può svilupparsi anche nella parte prossimale del duodeno e nella parte distale dell'esofago.
Prende il nome dal chirurgo statunitense Harvey Cushing.

## Cause
Una possibile spiegazione della formazione dell'ulcera di Cushing è l'aumento di secrezione di succo gastrico dovuto alla stimolazione dei nuclei vagali causata da un aumento della pressione intracranica. Il nervo vago rilascia l'acetilcolina, che stimola il recettore M3 sulla cellula parietale e stimola a sua volta la pompa di idrogeno potassio ATPasi che aumenta la secrezione di succo gastrico.
Può essere anche la diretta reazione al riflesso di Cushing.